# Herfølge Stadion
Das Capelli Sport Stadion ist ein Fußballstadion im dänischen Køge, Region Sjælland. Es ist die Spielstätte des Fußballvereins HB Køge.

## Geschichte
Im Jahr 2000 wurde das Stadion eröffnet. Bis zum 8. Juli 2009 trug es den Namen Herfølge Stadion. Der HB Køge und der Energie-Konzern SEAS-NVE vereinbarten einen mehrjährigen Sponsoringvertrag über den Stadionnamen SEAS-NVE Park. Die Anlage verfügt über 8.000 Plätze (3.440 Sitzplätze). Die Sitzplätze liegen auf der Energi Køge-Tribüne (1.700 Sitze) hinter dem Tor und auf der überdachten West-Tribüne (1.740 Sitze) längs des Spielfeldes. Auf der unüberdachten Süd-Tribüne hinter dem Tor sind die Gästefans zu Hause. Auf der unüberdachten Stehplatz-Tribüne (Ost) und der Energi Køge-Tribüne (Nord) befinden sich V.I.P.-Logen (Nordea Loungen und Spar Nord Loungen) mit 100 Plätzen.
Im Mai 2016 wurde das ehemalige Herfølge Stadion in CASTUS Park umbenannt. Castus, ein Hersteller von Fruchtaufstrichen, sicherte sich das Sponsoringrecht am Stadion.